# Доверительный управляющий
Довери́тельный управля́ющий — индивидуальный предприниматель или коммерческая организация (кроме унитарного предприятия), действующие от собственного имени в интересах выгодоприобретателя на основании договора доверительного управления, либо не являющийся предпринимателем гражданин или некоммерческая организация (кроме учреждения), выступающие от собственного имени в интересах других лиц по иным предусмотренным законом основаниям.
В роли доверительных управляющих не могут выступать государственные или муниципальные органы, а сами доверительные управляющие не могут одновременно быть выгодоприобретателями в договорах доверительного управления имуществом. Доверительный управляющий не становится собственником переданного ему в управление имущества (хотя и может осуществлять любые правомочия собственника), а является его законным (титульным) владельцем в силу договора (то есть имеет на данное имущество обязательственное, а не вещное право).
Доверительный управляющий вправе совершать с переданным ему в управление чужим имуществом любые юридические и фактические действия, необходимые в интересах выгодоприобретателя, за исключением тех, которые прямо запрещены ему законом или договором о доверительном управлении. Эти действия он совершает от своего имени, информируя, однако, других лиц о том, в качестве кого он действует, либо проставляя пометку «Д. У.» после указания своего имени или наименования в документах. При этом условии он становится стороной совершённых сделок, а долги по вытекающим из его действий обязательствам удовлетворяются прежде всего за счёт переданного ему в управление имущества.
Лично-доверительных отношений между доверительным управляющим и учредителем управления —собственником или выгодоприобретателем не возникает, поэтому слово «доверительный» имеет здесь условный, юридически незначимый характер. Всем этим положение доверительного управляющего отличается от положения поверенного (в договоре поручения), комиссионера (в договоре комиссии), агента (в агентском договоре). Доверительный управляющий может также управлять недвижимым и ценным движимым имуществом подопечных, имуществом, переходящим в порядке наследования, имуществом банкротов и других лиц в прямо предусмотренных законом случаях. При этом его действия определяются по правилам о доверительном управлении в договоре доверительного управления, если иное не предусмотрено законом и не вытекает из существа соответствующих отношений.